# Сантамария, Федерико
Федерико Анрих Сантамария (исп. Federico Anrich Santamaría; род. 12 марта 1827, Гавана, Куба — 21 декабря 1889, Вергара, Испания) — губернатор Испанской Гвинеи в 1871 году.

## Биография
Сантамария начал свою военную карьеру гардемарином в Картахене и в Арсенале Ла Каррака. Получив звание гардемарина первого класса в 1846 году, 24 ноября того же года он сел на Алерту, где ему было предъявлено обвинение в нападении и неповиновении корабельному лейтенанту Венсесало де Росасу. Он отбывал арест до 15 февраля 1849 года, когда дело было прекращено. В том же году 17 мая 1849 года он был произведен в корабельные прапорщики.
В сентябре 1870 года он был назначен командующим военно-морской базой Фернандо По в Испанской Гвинее, а также занимал должность генерал-губернатора колонии до 1871 года. Серьезный инцидент с главой порта Кадис 4 ноября привел к новому конфликту. арест за недисциплинированность и его прохождение через военный совет генералов 20 января 1873 года, где он был серьезно предупрежден и арестован. 11 марта было приказано перевести его в Мадрид, а через три дня он оставался в подчинении у морского министра Хакобо Оребро, до 29 мая, когда был назначен командиром фрегата «Альманса».
Он находился в Картахене, когда 11 июня был поспешно назначен министром военно-морского флота правительства Пи-и-Маргаля, а через три дня завладел портфелем. Его администрация была краткой и подверглась резкой критике: его законопроект, разрешающий Министерству финансов распоряжаться материалами ВМФ, такими как здания и земли, расположенные за пределами арсеналов, военных кораблей, доков, имущества и припасов. 8 июля он подписал письмо с просьбой о чрезвычайных полномочиях для борьбы с карлистами. Он не смог предотвратить кантональный мятеж, охвативший Картахену с 12 июля, хотя и пытался распустить Средиземноморскую эскадру и разоружить корабли. Размах кантоналистского движения зашел слишком далеко, и Анрих и остальные члены правительства подали в отставку.
Воспользовавшись отпуском, он отправился во Францию и появился в штаб-квартире жениха карлистов Карлоса Младшего, что вызвало различные слухи о его истинной политической позиции и его министерской администрации, предположительно направленные на ослабление республиканского правительства. Он вступил в армию карлистов и стал главнокомандующим военно-морским флотом в Кантабрийском море. После третьей карлистской войны правительство Кановаса дель Кастильо приняло его возвращение в состав испанского флота.